# Дмитрієвська сільська рада (Зілаїрський район)
Дми́трієвська сільська рада (рос. Дмитриевский сельский совет) — муніципальне утворення у складі Зілаїрського району Башкортостану, Росія. Адміністративний центр — присілок Дмитрієвка.

## Населення
Населення — 508 осіб (2019, 595 в 2010, 871 в 2002).

## Склад
До складу поселення входять такі населені пункти:
| Населений пункт        | Населення, осіб (2002) | Населення, осіб (2010) |
| ---------------------- | ---------------------- | ---------------------- |
| Дмитрієвка, присілок   | 286                    | 224                    |
| Картлазма, хутір       | 69                     | 34                     |
| Мучетьбар, хутір       | 92                     | 70                     |
| Мяткіся, присілок      | 0                      | 0                      |
| Новопокровський, хутір | 100                    | 65                     |
| Саратовський, хутір    | 92                     | 65                     |
| Чуюнчі-Чупаново, село  | 232                    | 137                    |